# سعاد الحداد
سعاد الحداد فنانة مسرحية ليبية، وهي من جيل الرائدات في المسرح الليبي، وبدأت حياتها الفنية على خشبات المسرح في سوريا؛ لأن عائلتها كانت من ضمن العائلات الليبية المهاجرة إلى سوريا، حيث شاركت مع فرقة مصرية زائرة لدمشق في مسرحية (قيس وليلى) التي كانت من بطولة الفنان حسين رياض، وكانت مساهمتها في المسرحية محض صدفة إذ تغيبت الفنانة فاطمة رشدي شقيقة الفنانة شادية عن العرض فوقع الاختيار على سعاد الحداد لتحل محلها، وكان أول من اكتشفها هو المخرج الليبي صبري عياد، الذي كانت عائلته أيضا من ضمن العائلات الليبية المهاجرة إلى سوريا. وعادت عائلة سعاد الحداد من المهجر إلى ليبيا سنة 1965، وانتسبت إلى الفرقة الوطنية للمسرح، وقدمت معها أول مسرحية لها في ليبيا وكانت بعنوان (أهل الكهف).

## أعمالها
1. قيس وليلى - مع فرقة مصرية زائرة
2. وتشرق الشمس من جديد - إخراج صبري عياد
3. أهل الكهف - إخراج عمران راغب المدنيني بثت وقتها مباشرة عبر إذاعة الملاحة
4. ابن الجزائر - تأليف وإخراج صبري عياد
5. الضرة مرة - فرقة المسرح العسكري في سوريا
6. شركان في بيت زارة - مع المسرح القومي «الوطني حاليا»
7. غرام يزيد - الفرقة الوطنية للمسرح
8. وطني عكا - المسرح القومي «الوطني حاليا»
9. الزير سالم - المسرح القومي «الوطني حاليا» وقامت بدور الجليلة
10. راشمون - المسرح القومي «الوطني حاليا»
11. لعبة السلطان والوزير - فرقة المسرح الليبي من تأليف وإخراج البوصيري عبد الله
12. الصوت والصدى - تأليف عبد الله القويري وإخراج محمد القمودي وشاركت بها في الأسبوع الثقافي الليبي بالكويت
13. حمل الجماعة ريش - مسرحية
14. في السانية - مسرحية
15. شكسبير في ليبيا - مسرحية
16. السندباد - المسرح الوطني بطرابلس إخراج فتحي كحلول
17. العادلون - فرقة المسرح الحر إخراج المخرج المصري أبوضيف علام

## جوائز وتكريمات
1. وسام الريادة في ليبيا ضمن احتفاليات عيد الوفاء كونها أول مخرجة تلفزيون ليبية
2. كرِّمت في مهرجان المسرح التجريبي في الدار البيضاء بالمغرب
3. كرمها معهد جمال الدين الميلادي للفنون البصرية بطرابلس
4. كرِّمت في مؤتمر الساحة الخضراء طرابلس
5. كرمتها جامعة الفاتح طرابلس
6. كرمتها اللجنة الشعبية للإعلام في شعبية طرابلس وذلك ضمن أيام طرابلس المسرحية
7. كرمتها أكاديمية الفنون

## وصلات خارجية
- سعاد الحداد... جيل الرائدات (ملامح من المسرح الليبي المعاصر ـــ 7) - مدونة بعيو المصراتي